# Anna Escobedo Cabral

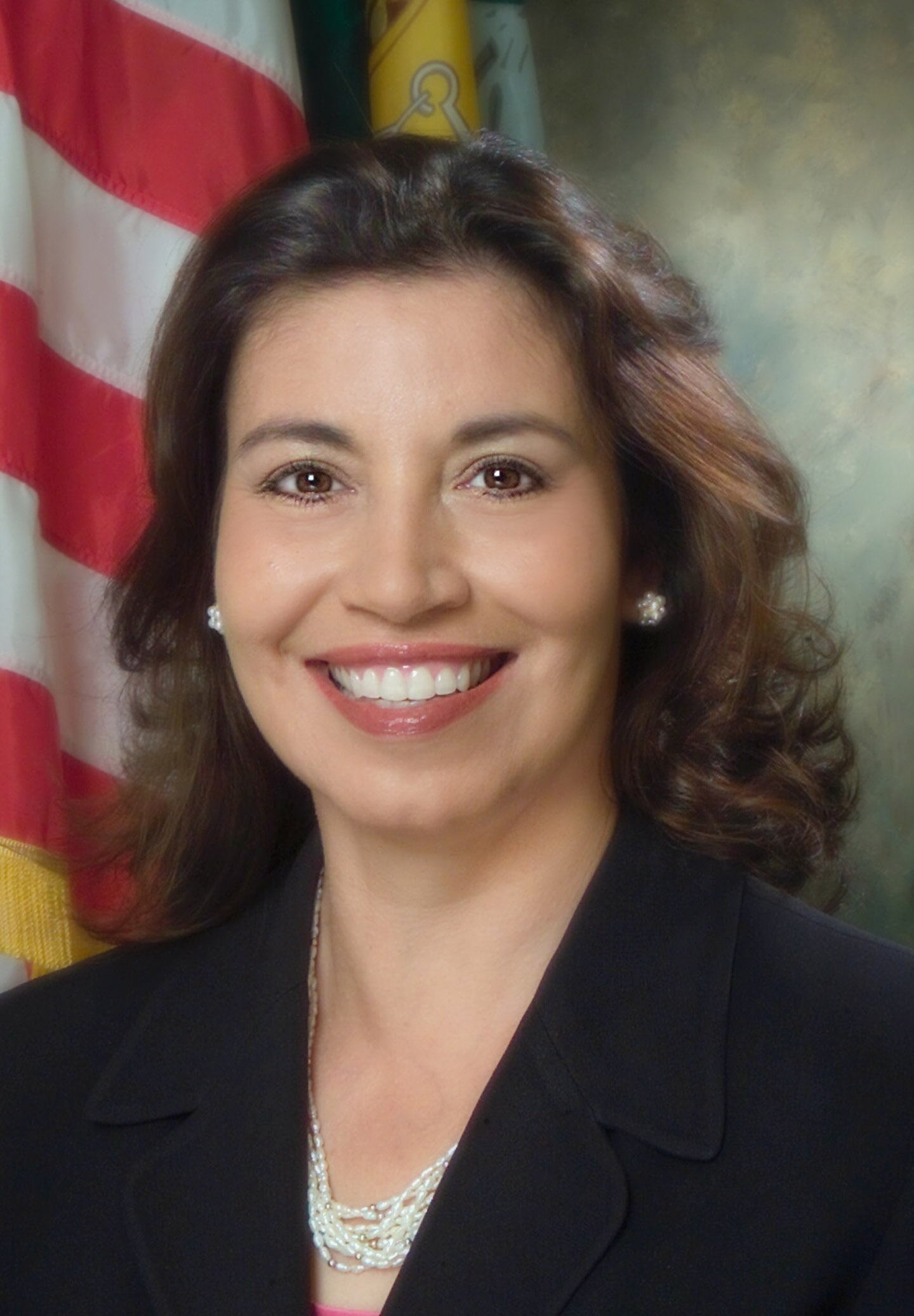
Anna Escobedo Cabral

Anna Escobedo Cabral (* 12. Oktober 1959 in San Bernardino, Kalifornien) ist Unit Chief für strategische Kommunikation in der External Relations Division der Interamerikanischen Entwicklungsbank (IDB). Davor bekleidete sie vom 19. Januar 2005 bis zum 20. Januar 2009 den Posten als 42. Treasurer of the United States. Nach dem Rücktritt von Rosario Marin wurde sie die ranghöchste Hispanic in der Administration von George W. Bush.

## Werdegang

### Frühe Jahre
Anna Escobedo Cabral, in zweiter Generation Mexikanische Amerikanerin, ist die Tochter von Teresa Beltran und Francisco Escobedo. Die Familien ihres Vaters sowie ihrer Großmutter mütterlicherseits wanderten Anfang des 20. Jahrhunderts von Mexiko in die Vereinigten Staaten ein. Alfred Escobedo, ihr Großvater väterlicherseits, nahm am Bracero-Programm teil. Ihr Großvater mütterlicherseits war ein Amerikanischer Ureinwohner, geboren und aufgewachsen in einem Reservat in Südkalifornien.
Als älteste von fünf Kindern schaffte es Cabral in den 1960er Jahren trotz des hektischen Terminplans ihrer Familie die Burbank Elementary School zu besuchen: Ihr Vater war als Pflücker auf den Feldern in Santa Clara Valley tätig und beide Eltern gingen die ganze Zeit hindurch unterschiedlichen Beschäftigungen im San Bernardino County und Riverside County nach. Im Laufe der Zeit besuchte Cabral auch die High School. Bis dahin war die Familie schon 20 Mal umgezogen.
In ihrer Jugend mussten Cabral und ihre Geschwister noch Metallschrott sammeln und schlachteten mit ihrem Vater alte Motorteile aus, welche sie später verkauften. Ihr Vater litt unter den Folgen einer schwer Rückenverletzung, die maßgeblich seine Leistungsfähigkeit zu arbeiten beeinträchtigte. Daher ging ihre Mutter mehreren Beschäftigungsverhältnissen nach. Als ältestes Kind hatte Cabral oft eine zusätzliche Verantwortung für ihre Geschwister zu tragen.
Im Alter von 16 Jahren hatte Cabral ihren Abschluss an der High School gemacht und beabsichtigte sich eine Vollzeitanstellung zu suchen, damit sie ihren Eltern finanziell helfen konnte. Ihr Mathematiklehrer, Philip Lamm, überzeugte sie stattdessen eine Universitätsausbildung in Betracht zu ziehen. In einem späten Interview sagte Cabral:

“Lamm hand wrote the application. He told me that this was a better plan and found scholarship money for me to go to college.”

Lamm half ihr auch die anfänglichen Bedenken ihrer Familie zu überwinden.
Cabral besuchte zunächst die University of California in Santa Cruz, wo ihr Hauptfach Politikwissenschaft war. In ihrem zweiten Studienjahr lernte sie Victor G. Cabral kennen, einen Jura-Studenten an der University of California in Davis. Nicht lange danach wechselte sie nach Davis. Das Paar heiratete. Cabral unterbrach ihr Studium für ein paar Jahre, um eine Familie zu gründen. Während dieser Zeit leitete sie die Anwaltskanzlei ihres Ehemannes.
Cabral kehrte schließlich an die Universität zurück und graduierte 1987 mit einem Bachelor of Arts in Politikwissenschaft. Nach der Prüfung von mehreren Graduate Schools, entschied sie sich für ein Double-Degree-Programm der John F. Kennedy School of Government an der Harvard University und der Boalt Hall School of Law an der UC Berkeley. Sie zog mit ihrer Familie nach Massachusetts. Als sie die Hälfte des Programms hinter sich hatte, beschloss Cabral auch dieses Studium zu unterbrechen, um sich um ihre Familie zu kümmern. 1990 machte sie ihren Master of Public Administration an der Harvard University und 2008 ihren Juris Doctor an der George Mason University School of Law.

### Öffentlicher Dienst
Ihr Ehemann erhielt 1990 eine Anstellung im US-Justizministerium, daher zog die Familie nach Washington, D.C. Im folgenden Jahr wurde sie Executive Staff Director in der Task Force on Hispanic Affairs bei der Senate Republican Conference. In ihrer Funktion leitete sie eine Fraktion von 25 Senatoren, die in Fragen zur hispanischen Gemeinschaft arbeiteten. Mit ihrer Tätigkeit machte sie den Senator Orrin Hatch auf sich aufmerksam, der den Vorsitz in der Task Force sowie im Senate Judiciary Committee hatte. Neben ihrer Arbeit mit der Republican Conference übernahm sie 1993 den Posten als Deputy Staff Director für den Ausschuss, der die Nominierungen für Bundesrichter sowie verschiedene justizbezogene Gesetzgebungen überwacht.
Nach einigen Jahren verließ Cabral den Staatsdienst, blieb aber weiterhin im öffentlichen Sektor tätig. 1999 erhielt sie eine Anstellung als Präsidentin und CEO der Hispanic Association on Corporate Responsibility (HACR). Die HACR ist eine in Washington D.C. ansässige gemeinnützige Koalition von 16 der größten hispanischen Organisationen in den Vereinigten Staaten, welche mit Fortune-500-Unternehmen zusammenarbeitet, um den hispanische Anteil in Beschäftigung, Auftragsvergabe, Philanthropie und Regierung zu steigern. Unter der Führung von Cabral veröffentlichte die HACR eine Reihe von Best Practices und errichtete eine Partnerschaft mit der Harvard Business School zwecks Schaffung von School Executive Training Programmen in Corporate Governance Best Practices für Gemeindefunktionäre. Während dieser Zeit saß Cabral auch in einer Reihe von Beiräten. 2002 berief sie der US-Präsident George W. Bush in seinen Council on the 21st Century Workplace, welcher Handlungsempfehlungen bzgl. arbeitsbezogenen Themen an das Weiße Haus und US-Arbeitsministerium abgibt. Im selben Jahr wurde sie für eine zweijährige Amtszeit im Diversity Council der Premier Automotive Group berufen, einer weitreichenden Bestrebung der Ford Motor Company. Ferner saß sie in den Gremien von Sewall-Belmont House and Museum, einem historischen Zentrum, welches dem Frauenwahlrecht gedenkt, und Martha’s Table, einer gemeinnützigen Organisation, welche die weniger vom Glück verfolgten durch ehrenamtliche Tätigkeiten unterstützt ihr Dasein zu verbessern.
2003 wurde Cabral zum Direktor des Center for Latino Initiatives am Smithsonian Institution ernannt. Während ihrer Zeit dort führte sie ein gesamtinstitutionelle Bestrebung durch, die hispanische Präsenz in Ausstellungen und öffentlichen Programmen inmitten der 19 Museen, fünf Forschungszentren und dem National Zoo zu verbessern.
Am 22. Juli 2004 nominierte Präsident George W. Bush Cabral zum Treasurer of the United States. Sie wurde am 20. November vom Senat bestätigt.

### Treasurer of the United States

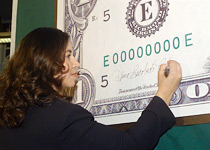
Cabral bei der Abgabe ihrer Unterschrift für die neuen Dollar-Banknoten (April 2005)

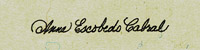
Cabrals Unterschrift auf den Dollar-Banknoten

Am 19. Januar 2005 legte sie ihren Amtseid ab und beendete so eine 17 Monate andauernde Vakanz, die durch den Rücktritt von Rosario Marin entstand. John W. Snow, der Secretary of the Treasury, leitete die Zeremonie, die vom Alberto R. Gonzales beigewohnt war, dem Rechtsberater des Weißen Hauses, der gerade zum ersten hispanischen United States Attorney General nominiert wurde. Die ersten Dollar-Banknoten mit der Unterschrift von Cabral wurden im April 2005 gedruckt.
Als Treasurer überwachte sie später die Einführung von neu entworfenen Geldscheinen zwecks Bekämpfung der Falschmünzerei. Während ihrer Amtszeit traf Hurrikan Katrina auf die Südküste der Vereinigten Staaten. Als Folge der Katastrophe widmete sie viel ihrer Zeit in die Entwicklung von Methoden, um den betroffenen Menschen beim Wiederaufbau und dem Regeln ihrer finanziellen Angelegenheiten zu helfen. Ferner stand sie auch dem US-Finanzministerium mit Rat und Beistand zu Seite in dessen Bemühungen wirtschaftliche Hilfe den verwüsteten Gebieten zukommen zu lassen.
Trotz eines engen Zeitplans und zahlreicher Vorträge, schaffte Cabral es wieder die Schule zu besuchen und ihren Juris Doctor zu machen. Inspiriert dazu wurde sie von ihrer Mutter, als diese im Alter von 52 Jahren an die Schule zurückkehrte, um ihr Diplom zu machen. 2005 begann Cabral die Abendkurse am Arlington Campus der George Mason University School of Law zu besuchen. In ihrem zweiten Jahr fing ihre Tochter Catalina ihr Studium an derselben Universität an.
Cabrals Expertise in Finanzenfragen nahm auch das US-Finanzministerium in Anspruch. In diesem Zusammenhang wurde sie 2007 vom US-Finanzminister Henry Paulson als seine Vertreterin für den Community Development Advisory Board benannt. Zwecks dieses Gremiums ist es das US-Finanzministerium bei der Verwendung von Mitteln, Steuergutschriften und Investitionskapital in notleidenden Gemeinden im ganzen Land zu beraten. Im Juni desselben Jahres war Cabral mit der Secretary of Education Margaret Spellings Veranstalter der Pathways to Hispanic Family Learning Conference. Als Folge dieser Konferenz wurde ein neues Programm ins Leben gerufen, welches durch die White House Initiative on Educational Excellence for Hispanic Americans geleitet wird. Dabei sollen Hilfsprogramme entwickelt werden mit dem Ziel der finanziellen Förderung der Alphabetisierung und Ressourcen zur Verfügung gestellt werden, so dass Kinder hispanischer Familien akademische Laufbahnen einschlagen können.
Im Juli 2008 wurde Cabral Deputy Director in der White House Initiative on Educational Excellence for Hispanic Americans. Derzeit arbeitet sie als Senior Advisor für die Interamerikanischen Entwicklungsbank.

## Familie
Cabral ist mit Victor G. Cabral verheiratet. Nach seiner Zeit als Jurist war Victor Vizepräsident bei Verizon Communications und für die Beziehungen zwischen der Regierung und den Hispanics verantwortlich. Seit 2003 ist er als Senior Counsel bei NBC Universal/Telemundo im Government Relations Department tätig.
Wie bereits oben zuvor erwähnt, gründete Cabral ihre Familie während ihrer Collegezeit, was ihre Ausbildung um mehrere Jahre verzögerte. Ihr erstes Kind, Raquel, hatte sie mit 20 Jahren und die übrigen kamen in den folgenden fünf Jahren. Als sie wieder anfing zu studieren, nahm sie einige ihrer Kinder mit sich. In diesem Zusammenhang gab sie über die damalige Zeit folgendes von sich: Während sie in Capitol Hill lebten, fischten ihre Kinder nach Kleingeld in den Verkaufsautomaten. Sie machten so routinemäßig 20 oder 30 Dollar. Ferner würde ihr Sohn Victor, damals noch drei Jahre alt, ihrem Professor in Harvard ständig Fragen stellen, obwohl sie ihr bestes tat ihn zu schweigen zu bringen.
Die Cabrals haben insgesamt vier Kinder: Raquel Cabral, Viana Cabral Greene (verheiratet mit Joseph Milton Greene III.), Catalina Cabral und Victor Christopher Cabral. Darüber hinaus haben sie vier Enkelkinder: Lilyana Cabral Greene, Joseph Milton Greene IV., Vivienne Greene und Henry Matthew Sours.

## Trivia
Als Cabral zu neuen Treasurer of the United States ernannt wurde, wurde die Banknoten von Serie 2003 zu Serie 2003A geändert, um anzuzeigen, dass ein neuer Treasurer ernannt wurde, aber kein neuer US-Finanzminister. Ihre Unterschrift erschien auf allen Banknoten der Serie 2003A und der Serie 2006, welche im Mai 2005 produziert wurden. Obwohl ihre fünfjährige Amtszeit als Treasurer am 20. Januar 2009 mit dem Beginn der Administration von Barack Obama endete, erschien noch im Juni 2011 ihre Unterschrift auf den 100 Dollar-Banknoten der Serie 2006A, da man sich nicht einig war bzgl. der neuen Farbe der 100 Dollar-Banknoten.
Cabral ist eine versierte Schneiderin. Als sie noch jünger war, nähte sie die Kleidung für ihre Geschwister, um Geld zu sparen. Sie fertigte die Hochzeitskleider für ihre beiden Töchter. Die prominente republikanische Beraterin Leslie Sanchez machte dabei die Blumenarrangements.
Ihre drei Töchter folgten ihr in den Staatsdienst: Während der Administration George W. Bush war Raquel Cabral 2005 im Weißen Haus, dem US-Energieministerium und dem US-Justizministerium tätig. Viana Greene saß im Senate Judiciary Committee und Catalina Cabral im Weißen Haus und dem US-Justizministerium.